# نورایر مهرابیان
نورایر مهرابیان (ارمنی: Նորայր Մեհրաբյան؛ زادهٔ ۴ ژانویهٔ ۱۹۴۱) رقصنده باله اهل ارمنستان است.

## زندگی‌نامه
وی در ۴ ژانویه ۱۹۴۱ در ایروان به دنیا آمد . وی در تالار اپرای ایروان فعالیت می‌کند. وی برنده جوایزی همچون مدال موسس خورناتسی، شهروند افتخاری ایروان و هنرمند شایسته ارمنستان شوروی است.